# Spase Dilevski
Spase Dilevski (né le 13 mai 1985 à Melbourne) est un footballeur australien d'origine macédonienne, il peut jouer en tant que défenseur (droit et gauche), ou ailier droit. Il joue actuellement pour Melbourne Victory FC.